# Биг Стоун (окръг, Минесота)
Окръг Биг Стоун (на английски: Big Stone County в превод Голям камък) е окръг в щата Минесота, Съединени американски щати. Площта му е 1368 km², а населението - 5820 души (2000). Административен център е град Ортънвил.